# Kataoka So
Kataoka So (sinh ngày 20 tháng 4 năm 1992) là một cầu thủ bóng đá người Nhật Bản.

## Sự nghiệp câu lạc bộ
Kataoka So hiện đang chơi cho Fujieda MYFC.